# رود همه‌کسی
رود همه‌کسی از  گردنهٔ ‌همه‌کسی در استان همدان سرچشمه می‌گیرد. این رود پس از مشروب کردن زمین‌های اطراف خود و اراضی بهادر‌بیگ به رود گردنهٔ‌اسدآباد می‌ریزد و سپس پس از گذشتن از چند دهستان، در دهستان پیشخوربه به رود قره‌چای منتهی می‌شود. 